# Junctichela gracilis
Junctichela gracilis is een mosselkreeftjessoort uit de familie van de Sarsiellidae. De wetenschappelijke naam van de soort is, als Sarsiella gracilis, voor het eerst geldig gepubliceerd in 1905 door Scott.